# Around the House
Around the House è un album in studio del 1998 del musicista elettronico britannico Herbert.
John Bush di AllMusic ha dato all'album 4,5 stelle su 5, definendolo "molto più adatto alla musica dance diretta rispetto al precedente lavoro di Herbert." Mark Richard-San di Pitchfork ha dato all'album un 8.7 su 10, dicendo , "Non giudicherei personalmente Around the House abbastanza alto come Bodily Functions, ma potrebbe trattarsi di quale disco ho ascoltato per primo." Ha aggiunto: "Entrambi gli album sono caricati con musica di eccezionale qualità".
Around the House è stato posizionato al 96º posto della classifica dei più grandi album degli anni '90 da Pitchfork.

## Tracce
1. Untitled – 0:52
2. So Now... – 5:41
3. Around the House – 4:34
4. Close to Me – 6:37
5. The Last Beat – 5:27
6. Going Round – 6:55
7. This Time – 8:04
8. We Still Have (The Music) – 6:27
9. In the Kitchen – 12:12
10. Never Give Up – 11:43
11. We Go Wrong – 5:11